# تجاوز (فیلم ۱۹۹۳)
تجاوز (به اسپانیایی: ¡Dispara) یک فیلم سینمایی اسپانیایی محصول ۱۹۹۳ به کارگردانی کارلوس سائورا می‌باشد. بازیگران اصلی این فیلم فرانچسکا نری و آنتونیو باندراس هستند. فیلم داستان یک تراژدی انتقام جویانه است.

## داستان
مارکوس یک خبرنگار و آنا بازیگر تئاتر است که عاشق یک دیگر شده‌اند. ناگهان به دختر توسط سه مکانیک به‌طور وحشیانه‌ای مورد تجاوز قرار می‌گیرد و دوست پسر او مارکوس (آنتونیو باندراس) برای گرفتن انتقام با اسلحه به محل کار این سه نفر می‌رود…

## بازیگران
- فرانچسکا نری درنقش آنا
- آنتونیو باندراس درنقش مارکوس
- اولالیا رامون درنقش لالی
- کوک ملا درنقش متجاوز[۱][۲]
- نیه‌وه دِ مدینا